# ティンタジェル
ティンタジェル（英：Tintagel）はイギリス、コーンウォール地方のヴィレッジ、行政教区。大西洋側に面しており、この地に所在するティンタジェル城はアーサー王所縁の城という伝承がある。最近では村は観光として著名になり日帰り旅行の目的地となっている。

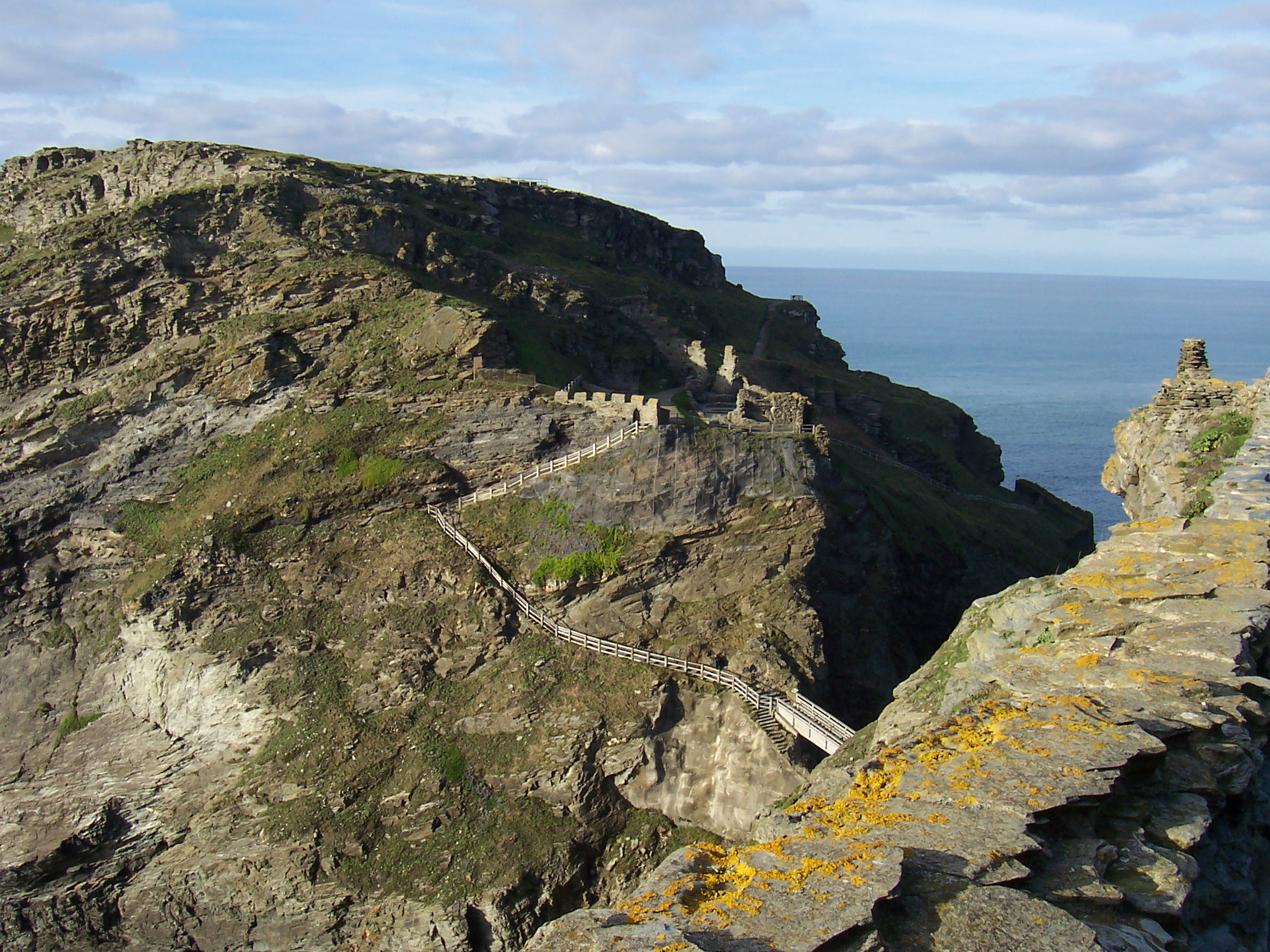
ティンタジェル城跡

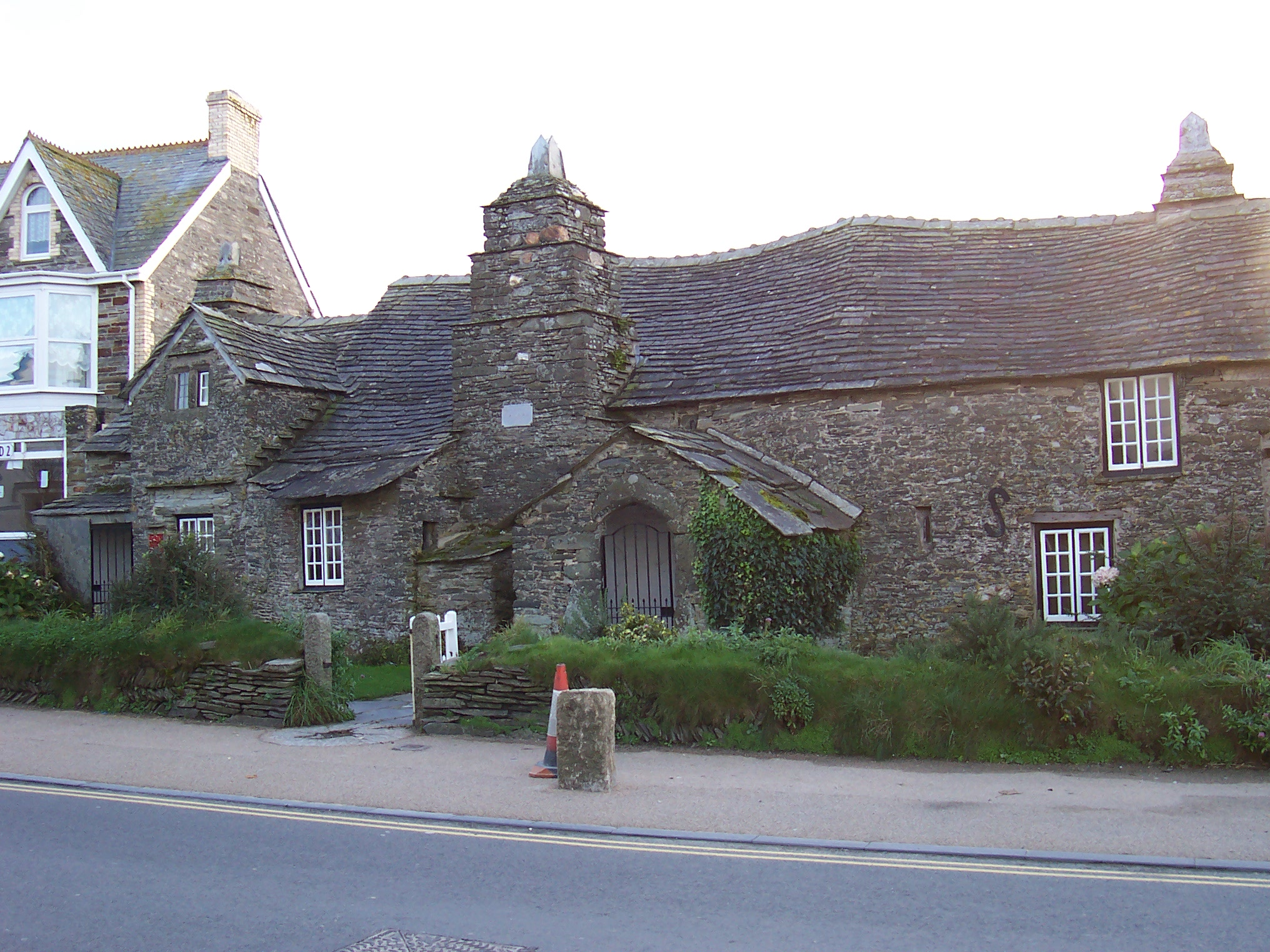
オールド・ポスト・オフィス

現在のティンタジェル村はトレヴェナという名で知られていた。この地はモンマスのジェフリーによってアーサー王の生誕の地として紹介された。また詩人アルフレッド・テニスンもこの地をアーサー王伝説の地として詩『国王牧歌』を歌いあげている。また村にはオールド・ポスト・オフィスという14世紀からの建物がある。この建物は19世紀から郵便局として使われ、現在ではナショナル・トラストの管理下にある。
大規模な発掘は1930年代のラリー・ラドフォードによるものから始まり、この12世紀の遺跡の近辺からティンタジェルは（ラドフォードの説によれば）ケルト人支配者のもので城砦または交易拠点として5、6世紀から存在した事が判明した。この世紀はローマ人がブリテン島から去った時代でもあった。しかし、ワインやオリーブオイルの壷が発見されている事によりローマ系ブリトン人が今まで考えられていたように孤立した辺境に住んでいたわけではなく、地中海から奢侈品の交易がある程度存在した事が分かっている。1998年の発掘で『アーサー王の石碑』を発見され、アーサー王の伝承のひとつに加わった。
ティンタジェルの沿岸は堅いデボン紀の粘板岩で構成され、この地質はトレクノウ（Treknow）にまでの1マイル続いている。海の色はトルコ石のような緑色をしているが、これが岩石に含まれる銅成分によるものが大きく、強い日光に照らされると淡い緑を帯びる。ティンタジェル自体には砂浜はないものの、南方に半時間ほど歩けば、透き通った海で大きい波の来るコーンウォールでも良好な砂浜に出られる。